# Franz Mündel
Franz Mündel (* 5. Mai 1898; † 12. April 1985) war ein deutscher Arzt für Laboratoriumsmedizin.

## Leben
Franz Mündel studierte an der Universität Heidelberg und gehörte seit 1919 der Burschenschaft Frankonia Heidelberg an. 1925 wirkte er als Assistenzarzt an der Universitäts-Kinderklinik in Frankfurt am Main. Er wurde Arzt für Laboratoriumsmedizin. Von 1956 bis 1964 war er Präsident der Landesärztekammer Hessen. 1968 erhielt er die Paracelsus-Medaille der Deutschen Ärzteschaft. Er war Vorsitzender, später Ehrenvorsitzender der Bezirksstelle Frankfurt der Kassenärztlichen Vereinigung Hessen.

## Ehrungen
- Ehrenpräsident der Landesärztekammer Hessen
- Ehrenplakette der Stadt Frankfurt am Main (1958)
- Großes Bundesverdienstkreuz (1963)
- Paracelsus-Medaille der Deutschen Ärzteschaft (1968)